# Ramón Acín
Ramón Acín Aquilué (n. 30 august 1888, Huesca, Aragon, Spania – d. 6 august 1936, Huesca, Aragon, Spania) a fost un anarho-sindicalist spaniol, profesor, pictor, sculptor, scriitor și artist de avangardă care a fost ucis de fasciști în primul an al războiului civil spaniol.
Acín a fost prieten cu regizorul de film Luis Buñuel și a furnizat o parte din bani pentru Las Hurdes: Tierra Sin Pan⁠(d) (1932) și, prin urmare, este creditat ca co-producător al filmului.

## Biografie
Ramón Acín Aquilué a fost fiul lui Santos Acín Muliera, un inginer topograf, și al Maríei Aquilué Royán. Ramón era cel mai mic dintre cei trei frați. Ceilalți doi frați ai lui Ramón se numeau Santos și Enriqueta.
Acín a fost interesat de pictură de la o vârstă fragedă, începând să ia lecții de desen cu pictorul Felix Lafuente la vârsta de 10 ani. La 12 ani a intrat la al doilea institut de învățământ din Huesca. În 1907 s-a înscris la Facultatea de Științe din Zaragoza, unde s-a înscris la științe chimice.
Spre sfârșitul anului 1908 Acín și-a părăsit cariera în chimie și s-a întors la Huesca. Trebuia să se alăture armatei în 1909, dar a fost eliberat din serviciul militar pentru că părinții lui aveau 60 de ani. În același an, a plecat la Madrid pentru a se opune unui proiect de lucrări publice, nu reușește să-l învingă și se întoarce la Huesca pentru a urma cursuri de desen în academia privată a pictorului Anselmo Gascón de Gotor.
Ulterior, Acín a decis să se dedice exclusiv artei. În august 1910 , El Diario de Avisios de Zaragoza a publicat primele sale ilustrații. În august 1911, ilustrațiile sale despre sărbătorile de la San Lorenzo au fost folosite drept coperta revistei, iar la sfârșitul aceluiași an unul dintre desenele sale a fost folosit drept coperta revistei satirice Don Pepito.
În ianuarie 1912 , El Diaro de Huesca a intrat sub conducerea lui Luis López Allué, iar Acín a fost pus la conducerea secției de umor, unde a folosit pseudonimul „Fray Acin”. În același timp, Acín a început să publice caricaturi politice la alte ziare progresiste: El Pueblo, Vida Socialista și altele.
În iulie 1913, Acín s-a stabilit la Barcelona la cererea prietenului său Ángel Samblancat cu care a fondat ziarul săptămânal La Ira. În primul număr al revistei La Ira a publicat o vinietă intitulată Id Vosotros care critica cu înverșunare războiul cu Marocul. În cel de-al doilea a scris No Riais, o critică acidă la adresa bisericii. După al doilea număr, redactorii La Ira au fost arestați și ziarul a fost închis.

### Execuția
Odată cu lovitura de stat din 1936, Acín a luptat împotriva rebeliunii militare aliniate fasciștilor până când a fost forțat să se ascundă după ce Huesca a fost asediată de naționaliști. La 6 august 1936, Acín a ieșit din ascunzătoare pentru a-și proteja soția și a fost executat. Soția sa, Conchita, a fost ucisă șaptesprezece zile mai târziu, împreună cu o sută de soldați republicani.